# Talla
Talla è un comune italiano di 957 abitanti della provincia di Arezzo in Toscana.

## Storia
L'etimo Talla è legato a due periodi storici: Tallulah è un nome gentilizio etrusco, forse derivato da una divinità a cui il sito poteva essere dedicato. La presenza degli Etruschi è documentata proprio all'imbocco della valle che porta a Talla, dalla grande ara votiva ritrovata dietro l'abside di Pieve a Socana, ed è attestato anche dal ritrovamento di tombe ipogee vicino al fiume di Pontenano di Sotto, alle Bucacce (sepolcreto del IV secolo a.C., come rilevato dall'archeologo Gamurrini, in un resoconto del 1888). Nel VI secolo d.C., quando i Longobardi si fortificarono a Pontenano di Sopra, possiamo ipotizzare che la valle venisse indicata con termine germanico: Tal, da cui il termine moderno Talla. Numerose vie fecero della valle del Talla, fin dall'antichità etrusco-romana, uno snodo essenziale per mettere in comunicazione il Valdarno superiore ed il Casentino: una direttrice da Arezzo portava a Capolona, Bibbiano, Bicciano, Talla, Rassina, un'altra da San Giustino saliva la Crocina diramando per Talla da una parte, per Feraglia e Pontenano dall'altra, e da qui, attraverso la valle del fiume di Capraia, risaliva nell'Alpe (via Abaversa), dove, attraverso un percorso nel crinale si potevano raggiungere le valli di Faltona (Borro del Ginesso), Carda, Calleta e Castel Focognano, mentre nella direzione opposta, i Prati del Varco ed i Monti di Loro; da qui, attraverso il crinale del Pratomagno proseguiva fino in Secchieta e da Reggello scendeva verso Firenze.
Numerosi toponimi derivati dalla terminazione latina in -anus, nonché alcune località con il termine "villa", rilevabili sia nel territorio che nelle immediate vicinanze, fanno ipotizzare un insediamento vivace della classe senatoria in epoca tardo-imperiale e forse un sicuro rifugio per sfuggire alle efferatezze della lunga guerra greco-gotica (535-553), che prostrò e depauperò anche demograficamente la penisola italiana. Non a caso quando i Longobardi calarono dall'Alpe trovarono una estrema resistenza della valle aretina da parte dell'esercito bizantino sui poggi di Carra, sopra Bicciano, come attestato da etimi greco-bizantini rimasti (Poggio alla Baselica, Sant'Apollinare). Quelle stesse popolazioni germaniche si insediarono volentieri a Pontenano di Sopra e Faltona, per sostituzione della classe agraria autoctona. Con l'incastellamento e l'organizzazione feudale del territorio, Talla, castelletto degli Ubertini, ebbe scarso ruolo storico, poiché dominarono i forti castelli vicini di Monteacuto, Capraione (Capraia), e soprattutto Pontenano, le cui fortune si legarono alla prima abbazia benedettina del Casentino: Badia Santa Trinita in Alpe di Fonte Benedetta, fondata in età ottoniana, probabilmente intorno al 970, come ben argomentato dallo storico aretino Alberto Fatucchi. La decadenza della potente abbazia, unita alle rovinose scelte politiche di Pontenano nei confronti del comune di Firenze, portarono Talla ed il suo territorio nell'orbita della città del Giglio (sottomissione del 14 marzo 1384), per divenire, a partire dalla fine del Trecento, uno snodo tra le proprie vallette montane, il Casentino inferiore ed il Valdarno. Sarà l'occupazione francese, in epoca napoleonica, a fare di Talla un comune rustico, confermato dalla Restaurazione granducale e dalla successiva annessione al Regno sabaudo per plebiscito.
Al plebiscito del 1860 per l'annessone della Toscana alla Sardegna i "sì" non ottennero la maggioranza degli aventi diritto (113 su totale di 672), sintomo dell'opposizione all'annessione.

### Simboli
Lo stemma e il gonfalone sono stati concessi con decreto del presidente della Repubblica del 15 febbraio 1977.
Lo stemma fu creato verso il 1860.  
Il leone rosso è il simbolo degli Ubertini (d'oro, al leone di rosso) i quali dominarono la località prima dell'avvento della Repubblica fiorentina, ricordata dal giglio nel piccolo scudo tra le branche del leone; i tre monti simboleggiano Talla, la Penna, e l'Alpe di S. Trinità. In capo allo scudo, la croce sabauda si riferisce al periodo in cui si cominciò a utilizzare lo stemma.
Il gonfalone è un drappo di rosso.

## Monumenti e luoghi d'interesse
- Chiesa di San Niccolò
- Abbazia di Santa Trinita in Alpe
- Chiesa della Madonna del Conforto (nota come Chiesa della Castellaccia)
- Chiesa dei santi Margherita e Biagio a Pontenano, che conserva un Crocifisso ligneo di Taddeo Curradi, probabilmente del settimo decennio del Cinquecento.[6]
- Chiesa della Natività di Maria a Capraia, che custodisce un altro Crocifisso ligneo di Taddeo Curradi, che dovrebbe essere coevo a quello di Pontenano.[6]
- Chiesa di San Michele Arcangelo a Santo Bagnena, nella quale è un altro Crocifisso ligneo di Taddeo Curradi, probabilmente coevo agli altri nelle chiese del territorio di Talla.[6]

## Società

### Evoluzione demografica
Abitanti censiti

### Etnie e minoranze straniere
Secondo i dati ISTAT al 31 dicembre 2015 la popolazione straniera residente era di 99 persone. Le nazionalità maggiormente rappresentate in base alla loro percentuale sul totale della popolazione residente erano:
- Germania 33 (3,11%)
- Romania 33 (3,11%)

## Amministrazione
I sindaci di Talla dal dopo guerra ad oggi sono stati i seguenti.
| Periodo | Periodo   | Primo cittadino     | Partito                     | Carica                  | Note                        |
| ------- | --------- | ------------------- | --------------------------- | ----------------------- | --------------------------- |
| 1946    | 1948      | Orlando Giani       | Partito Socialista Italiano | Sindaco                 |                             |
| 1949    | 1949      | Virgilio Irmici     |                             | Commissario prefettizio |                             |
| 1949    | 1966      | Santi Bucciarelli   | Democrazia Cristiana        | Sindaco                 |                             |
| 1966    | 1987      | Gianfranco Giannini | Democrazia Cristiana        | Sindaco                 | Deceduto durante il mandato |
| 1987    | 1993      | Marco Roggi         | Democrazia Cristiana        | Sindaco                 |                             |
| 1993    | 2001      | Fulco Tafi          | Centro-sinistra             | Sindaco                 |                             |
| 2001    | 2008      | Gilberto Farsetti   | Centro-destra               | Sindaco                 | Deceduto durante il mandato |
| 2009    | 2014      | Francesco Rocchio   | PDL                         | Sindaco                 |                             |
| 2014    | in carica | Eleonora Ducci      | Lista civica Per Talla      | Sindaco                 |                             |

### Gemellaggi
- Pont-du-Casse, dal 1982